# John F. Kennedyklasse
De John F. Kennedy-klasse was een klasse supervliegdekschepen
van de Amerikaanse zeemacht midden jaren 1960.
In de klasse werd slechts één schip, de USS John F. Kennedy,
gebouwd. Deze USS John F. Kennedy was in feite een schip uit de Kitty Hawk-klasse
dat zodanig aangepast was dat het als een aparte klasse werd geschouwd. Dit ene
schip werd in 1968 in - en in 2007 uit dienst genomen.

## Geschiedenis
De USS John F. Kennedy was oorspronkelijk besteld in de Enterprise-klasse.
Van die klasse zouden zes vliegdekschepen gebouwd worden
met kernaandrijving. De John F. Kennedy kreeg het pennantnummer
CVAN-67 toegewezen. Het vlaggenschip van de klasse was de
USS Enterprise (CVAN-65). Die werd eerst gebouwd,
maar de bouwkosten liepen hoog op en de vijf volgende schepen werden
geannuleerd. Van die schepen werden de USS America
en de USS John F. Kennedy opnieuw besteld in
de met conventionele stoomturbines aangedreven Kitty Hawk-klasse.
De John F. Kennedy was daarbij het laatste van vier schepen dat in die klasse
gebouwd zou worden. Er werd echter zodanig veranderd aan het ontwerp dat dit
schip sterk verschilde van de drie andere. De Amerikaanse marine
beschouwde het daarom als een aparte klasse, de John F. Kennedy-klasse.
De USS John F. Kennedy werd van 1964 tot 1967 gebouwd en in 2007
uit dienst genomen. Hierna was de USS Kitty Hawk
het enige niet-nucleair aangedreven supervliegdekschip in de Amerikaanse marine.

## Schepen
- USS John F. Kennedy (CV-67): In dienst genomen op 7 september 1968 en in 2007 uit dienst genomen.